# 电容倍增器
电容倍增器只使用一个电容和放大器放大了电容的容量。它其实是一个虚拟电容，不过体积可以做的比同样大小的真电容更小。有了电容倍增器，有很多好处，不仅替代了很多需要使用大电容的场合，而且像只用模拟电路设计超低频滤波器、长延时电路也成为可能。而用真的电容去做这些是很困难的，往往体积庞大，而且巨大容量的电容难以买到。另外在需要低噪声直流供电的场合，可以用它当一个巨大的滤波电容，尤其是在带负载时能很好的抑制纹波噪声。

## 基于三极管的电容倍增器

基本的三极管电容倍增器电路

该电路的等效电容相当于C1的电容乘以三极管的电流增益(β)，效果相当于电容容量被三极管放大了β倍。
R1 与C1 是能过滤VS纹波的低通滤波器。 R1 不仅为C1提供充电电流，而且为三极管提供基极电流。R2是该电路的等效负载（暂时我们认为这是一个纯阻性负载）。假如没有三极管Q, 那么R2 就是电容C1最直接的负载，想要抑制纹波，C1必须非常非常大才可以扛得住R2吸走的电流。现在有了这个三极管Q, 那么负载从C1上吸走的电流就被巧妙地缩小了 β倍，换一句话来讲，就是 C1 的电容对于特定负载被放大了 β倍。
注意这不是一个稳压电路, 因为输出电压会由输入电压 VS的变化而变化。输出电压会比三极管基极电压低约0.65V,在带负载时能比VS 低 2到3 V。 如果R1和C1的值足够大，输出纹波能够降低到几乎可以忽略不计的水平。但是输出上升沿会变缓，具体表现在从零电压上升到工作电压时会变得十分缓慢 (尤其是带负载时),这是由于R1和C1很大的时间常数引起的。

## 基于运放的电容倍增器

基本的运放电容倍增器电路

这里, 电容 C1的容量被增大了R1 / R2倍。 等效电容 C = C1 * R1 / R2.